# Physocephala lugubris
Physocephala lugubris är en tvåvingeart som först beskrevs av Macquart 1835.  Physocephala lugubris ingår i släktet Physocephala och familjen stekelflugor. Inga underarter finns listade i Catalogue of Life.